# Gustavo Díaz Ordaz, González
Gustavo Díaz Ordaz är en ort i Mexiko.   Den ligger i kommunen González och delstaten Tamaulipas, i den centrala delen av landet, 400 km norr om huvudstaden Mexico City. Gustavo Díaz Ordaz ligger 65 meter över havet och antalet invånare är 112.
Terrängen runt Gustavo Díaz Ordaz är platt. Runt Gustavo Díaz Ordaz är det glesbefolkat, med 10 invånare per kvadratkilometer. Närmaste större samhälle är Plan de Ayala, 15,2 km sydväst om Gustavo Díaz Ordaz. Trakten runt Gustavo Díaz Ordaz består till största delen av jordbruksmark.